# Гностицизам
Гностицизам (грч. γνώσις — гносис — „знање”) је синкретички верски покрет који се развијао у раним вековима хришћанства, док није потиснут у 4. веку, када је правоверно хришћанство постало званична религија Римског царства.
Гностици су учили да се човек може спасити само ако спозна Бога. Они су хтели теолошке догме мисаоно истраживати. Против гностика иступили су црквени апологети (браниоци) који су заступали веру срцем.
Гностички списи цветали су међу одређеним хришћанским групама у медитеранском свету до око другог века, када су их очеви ране цркве осудили за јерес. Напори на уништавању тих текстова показали су се углавном успешним, што је резултирало преживљавањем врло мало гностичког писања. Ипак, рани гностички учитељи попут Валентина сматрали су да су њихова веровања усклађена са хришћанством. У гностичкој хришћанској традицији на Христа се гледа као на божанско биће које је попримило људски облик да би човечанство вратило ка светлости.

## Назив
Гноса (грч. γνώσις — гносис — „знање, сазнање, спознаја, увид”) је грчка реч, изворно коришћена у Платоновим филозофским списима. Гноса се најчешће употребљава да означи духовно знање просветљеног човека, које се описује као непосредно искуствено сазнање о натприродном или божанском.
Гностицизам је термин који су западни научници сковали у 19. и 20. веку са циљем да обухвате огромну разноликост група из ранохришћанског доба које су постојале мимо званичне хришћанске хијерархије. Историчари религије још увијек расправљају о томе треба ли се гностицизам схватити као покрет унутар хришћанства или као много шири и независан покрет, који је хришћанству чак претходио. Говори се о постојању јудејског гностицизма. Неки гностички списи из Наг Хамадија се темеље искључиво на Старом завету.

## Учење
До 20. века гностичко учење је бивало реконструисано углавном на основу критике правоверних теолога који су писали против јереси (то јест хересиолога) као што су били Иринеј Лионски, Јустин Филозоф, Ориген из Александрије. Међутим, у другој половини 20. века је пронађен већи број изворних списа, названих апокрифима, који нам преносе непатворено гностичко гледиште. Једно од највећих открића је библиотека Наг Хамади, у горњем Египту, 1945. године.
Гностици су, поред вере, наглашавали и важност сазнавања о духовним стварима. Они сматрају да су људи божанске душе заробљене у материјалном свету. Материја је створена од стране несавршеног или злог бића, Демијурга, који се често поистовећује са Богом Старог завета, насупрот Богу Новог завета. Гностици зло поистовјећују с материјалним, а добро с духовним светом. Они сматрају да се човек мора окренути себи и посветити мудрости (софији) да би спознао свет и ослободио се његових окова.
Систем Валентина (+160), хришћанина из Александрије, који је проповедао своје учење у Риму у исто време са Маркионом, између 135. и 160. године, концентрисан је на идеју „плероме” (пуноће). Чисти духовни свет (пуноћа) састављен је од јединства божанских еманација Оца. Материјални свет, који је по својој суштини зао, био је преуређен од демијурга. Логос-Христос није истоветан са Богом-Творцем, него је његова духовна еманација. Спасење је чин спознаје, потребан ради поновног враћања у хармонију пуноће (плероме). Сматра се да је аутор неканонског Јеванђеља по Филипу неки Валентин ученик.
Неки гностички текстови показују неоплатонистичку филозофску оријентацију. Плотин, водећи неоплатонист из 3. века, о гностицима у својој школи рекао је следеће: „Имамо обзира према неким нашим пријатељима који су ту (гностичку) мисао усвојили пре него што су нам постали пријатељи, и настављају тако мислити, иако не знам како у томе успевају.”

## Развој
Гностицизам је био распрострањен Средоземљем и Средњим истоком у првим вековима хришћанства. Многи научници данас сматрају да је гностицизам, најпре у чистом облику, а потом сливен са манихејством (од III века) и хришћанством (маркионити, вардесанити, и др.), дуго био сапутник цркве. Гностици су у хришћанство унели многе садржаје из оријенталних религија и митова. Иако их је Црква сматрала јеретицима, они себе нису тако доживљавали, што најбоље осликава следећи запис: „Не сматрасмо себе јеретицима већ божјим људима, којима је Господ дао памет да мисле, а не само да слепо верују. Да би могли веровати морамо сумњати. Трагали смо за савршеним сазнањем (гноса), оним које досеже с друге стране привида, и омогућује објашњење свих ствари и појава”.
Када је Римско царство прихватило хришћанство као званичну религију у 4. веку, гностицизам је потиснут као јерес. Кипарски епископ Епифан, који пише против јереси, описује свој сусрет с гностицизмом у Египту, отприлике у доба настајања збирке Наг Хамади: „И сам сам наишао на ту секту, љубљени, те сам ове ствари чуо лично, из уста гностика. Те заблуделе жене нису ми само разоткриле своје учење, него су ме у својој бесрамној смелости покушале завести ... Но, милостиви ме Бог спасио њихове злоће, стога — прочитавши њихове књиге, схвативши њихове праве намере и не дајући се тиме завести — побегао сам не загризавши мамац, те сам сместа о свему известио тамошње епископе и пронашао оне који су се скривали у цркви. Њих отприлике осамдесеторо потом је протјерано из града, коначно очишћеног од тога корова.”
Почетком 5. века, опат Белог манастира у Панополису (стотињак km низводно од Наг Хамадија), напао је скупину у оближњему храму Пнеуита, која је за се тврдила да „нема краља”, те је обожавала „демијурга” и није прихватала Кирила, александријског архиепископа. Он је запретио „јеретицима” изјавивши: „Натераћу вас да примите ... архиепископа Кирила, или ће већина вас умрети од мача, а поштеђени ће бити изгнани.”
Гностицизам је био искорењен из хришћанства у Римском царству, а успео је преживети изван граница Царства, на подручјима Азије. Са блиског истока и Азије је углавном потиснит ширењем ислама, иако су неке мање заједнице на територији Ирака и Ирана успеле да опстану до данас.
Персијски гностицизам је оличен у Манденизму (назив настао од речи Mandā — „Знање”), који се још увек у малом броју практикује у деловима Ирака и иранске области Хузестан.
Сиријско-египатски гностицизам је углавном био под платоновским утицајем. Стварање су описивали као серију еманација из првобитне супстанце, што резултује настанком материјалног света. Зато су зло описивали као материју која је инфериорна божанству, а зло су сматрали недостатком духовног увида, пре него самосталном духовном силом. Зло је сматрано највећом удаљеношћу од божанског принципа. Њихово учење је укључивало списе повезане са хришћанством а многи од њих су себе називали хришћанима, иако су имали доста различита гледишта од догматски одређеног црквеног хришћанства. Велики број њихових списа нам је постао познат преко библиотеке откривене у Наг Хамадију.
У Персијском царству је гностицизам био заступљен и преко манихејског учења које се касније проширило Сиријом, Северном Арабијом, Египтом и Северном Африком (где га је заступао и Свети Августин од 373. до 382); из Сирије се даље раширило Палестином, Малом Азијом и Јерменијом.
У Јерменији је у 6. веку извршило утицај на павлићанство, а преко њега и на богумилско и катарско учење у средњем веку.
У 20. веку, након проналаска многобројних старих рукописа, од којих су најпознатији апокрифни списи из Наг Хамадија, долази до обнављања интереса за гностицизам.

## Представници
Међу представнике ранохришћанског гностицизма убрајају се: 
- Симон Маг из Самарије
- Понт (рођен око 85)
- Николај, оснивач николајита
- Керинт, савременик Апостола Јована
- Менандар из Самарије
- Саторнил из Антиохије
- Василид из Александрије (око 125)
- Валентин из Александрије (†160)
- Карпократ (155-166)
- Кердон
- Маркион од Синопе
- Вардесан из Едесе (рођен 154)
- Барзани из Сирије (154—222)
- Арије